# Zlatopikasta sovka
Zlatopikasta sovka (znanstveno ime Plusia festucae) je vrsta nočnih metuljev, ki je razširjena na severni polobli od Irske do Japonske.

## Opis
Razpon kril odraslih metuljev je med 34 in 46 mm. Prednja krila so temno zlate barve s kovinskim odbleskom. Žile so temno rjave, na spodnji strani druge žile ima na zgornji strani prednjih kril dve srebrni okrogli lisi, po katerih je dobila ime. 

## Biologija
Zlatopikasta sovka leta med junijem in septembrom in je v Sloveniji zavarovana.
Gosenice so po bokih svetlo zelene barve, po hrbtu imajo temno zeleno črto, obrobljeno z belo. Po bokih poteka bela do svetlo rumena črta, glava je zelene barve. Hranijo se z listi šašev (Carex), Sparganium erectum, Iris pseudacorus in Alisma. Zabubi se v belkastem kokonu na spodnji strani listov gostiteljske rastline.